# ELECTRE
ELECTRE è una famiglia di metodi decisionali multicriterio che ebbe origine in Europa nella metà degli anni 60. 
L'acronimo ELECTRE sta per: ELimination Et Choix Traduisant la REalité che in italiano significa "eliminazione e scelta che esprimono la realtà".

## Storia
Il metodo fu inizialmente proposto da Bernard Roy e dai suoi colleghi presso la società di consulenza SEMA dove un team stava lavorando su un problema a molti criteri, applicato al mondo reale. Il problema riguardava il modo in cui le imprese possano decidere su nuove attività. La ricerca di un nuovo metodo era dovuta al fatto che il team aveva incontrato difficoltà utilizzando le classiche tecniche a somma pesata.
Bernard Roy fu chiamato come consulente ed il gruppo progettò il metodo ELECTRE. Da quando è stato applicato per la prima volta nel 1965, il metodo ELECTRE fu utilizzato per scegliere la migliore azione da un insieme dato, ma fu presto applicato a tre problemi principali: selezione, valorizzazione ed ordinamento.
Il metodo divenne più ampiamente noto quando un articolo di Bernard Roy apparve in un giornale francese di ricerca operativa. Il metodo evolse nell'ELECTRE I (electre primo), e il suo sviluppo continuò con ELECTRE II, ELECTRE III, ELECTRE IV, ELECTRE IS e ELECTRE TRI (electre tri), per menzionarne alcuni.
Bernard Roy è ampiamente riconosciuto come il padre del metodo ELECTRE, che fu uno dei primi approcci in quella che è a volte conosciuta come la Scuola Francese del decision making.

## Funzionamento
Ci sono due fasi principali in un'applicazione di ELECTRE: in un primo tempo, la costruzione di una o più relazioni di surclassamento, che puntano a confrontare in modo esaustivo ogni coppia di azioni; in un secondo tempo, una procedura di elaborazione che operi sulla base delle raccomandazioni ottenute nella prima fase. La natura delle raccomandazioni dipende dal problema preso in considerazione: selezione, ranking oppure ordinamento.
I criteri nei metodi ELECTRE hanno due insiemi distinti di parametri: i coefficienti di importanza e le soglie di veto.
I metodi ELECTRE si prefiggono di tenersi il più vicino possibile alla realtà, assecondando l'irrazionalità del decisore.
Un metodo matematico vorrebbe basarsi su certezze, e quindi dovrebbe possedere un assioma di completezza; tuttavia un processo decisionale, nella realtà, dipende dall'irrazionalità del decisore, attraverso:
- la dipendenza da alternative irrilevanti;
- l'incoerenza dei confronti a coppie;
- l'incomparabilità tra alcune coppie di alternative.

Gli elementi comuni ai metodi ELECTRE sono i seguenti:
- rinunciano all'assioma di transitività (ovverosia ammettono incoerenza);
- ammettono l'incomparabilità (ovverosia rinunciano all'assioma di completezza);
- effettuano un'analisi di concordanza, valutando fattori che non si oppongono al fatto che un'alternativa possa essere meglio di un'altra;
- effettuano un'analisi di discordanza, misurando quanto la scelta di un'alternativa possa essere negativa ai fini della decisione finale;
- l'attribuzione dei pesi per i criteri di valutazione viene effettuata sulla base delle preferenze del valutatore;
- effettuano la verifica di relazioni di surclassamento tra coppie di alternative, basandosi sulle soglie definite dal valutatore per la concordanza e la discordanza;
- creano un ordinamento delle alternative, evidenziando le relazioni di surclassamento tra loro.